# Tarjeta Conecta
La tarjeta Conecta es el medio de pago, con formato sin contacto, que se utiliza en los servicios Biotren y Tren Limache-Puerto de la Empresa de los Ferrocarriles del Estado (EFE) en Chile.

## Historia
El proceso de desarrollo de un nuevo sistema de pago unificado en diferentes servicios urbanos y suburbanos de EFE se inició en enero de 2022. Se planificaban tres etapas para implementar el pago con la nueva tarjeta inteligente: su introducción en el servicio Biotren, posteriormente su lanzamiento en el servicio Limache-Puerto, y finalmente su implementación en los servicios Rancagua-Estación Central, Chillán-Estación Central, Talca-Constitución, Victoria-Temuco y Talcahuano-Laja.
La tarjeta Conecta comenzó a implementarse en el servicio Biotren a mediados de 2023. El 4 de diciembre de dicho año se realizó el lanzamiento oficial de la tarjeta, la cual comienza a operar en el servicio Tren Limache-Puerto —así como también en los trolebuses, ascensores y los buses de combinación hacia Olmué, Villa Alemana y Quilpué— el 9 del mismo mes; junto con la presentación de nuevas máquinas de autoservicio para venta y carga de tarjetas, se anunció la habilitación del sistema de pago con código QR mediante teléfonos móviles, y se proyecta la futura implementación de la tarjeta Conecta en el servicio Tren Rancagua-Estación Central.

## Características
Entre las funcionalidades que posee la tarjeta Conecta se encuentra la activación de un «saldo de emergencia» cuando la tarjeta no posea dinero suficiente para completar el valor final del viaje. Las antiguas tarjetas utilizadas en los servicios EFE son compatibles con el sistema de Conecta y requieren una actualización mediante su activación en máquinas de autoservicio o en boleterías.
La tarjeta permite la carga remota de dinero, el cual para su activación requiere solamente de su uso en los torniquetes de acceso a las estaciones. El modelo de tarjeta utilizado es el MIFARE DESFire EV3.